# Адютант
Адютант (на немски: Adjutant, думата произлиза от латински език и означава помощник) е войнско звание (в някои армии се използва „прапорщик“, а във флота – „мичман“).
В миналото се използва като длъжност на подофицер, който е назначен на служба при военачалник или армейски щаб, за изпълнение на служебни поръчения или изпълнение на щабни задачи.

## Адютанти на престолонаследника
| звание     | име           | дати                 | главнокомандващ                   |
| ---------- | ------------- | -------------------- | --------------------------------- |
| прапоршчик | Георги Агура  | 1879 – 29 април 1879 | княз Александър Дондуков-Корсаков |
| поручик    | Марин Маринов | ? – 1883             | княз Александър I Батенберг       |